# Eupeodes neoperplexus
Eupeodes neoperplexus là một loài ruồi trong họ Ruồi giả ong (Syrphidae). Loài này được Curran mô tả khoa học đầu tiên năm 1925. Eupeodes neoperplexus phân bố ở miền Tân bắc